# Valkeakoski
Valkeakoski este o comună din Finlanda.

## Personalități născute aici
- Aarno Peromies (1926-1978), traducător